# Fatumasin
El Monte Fatumasin (también escrito Fatumasin, Fantumasin o Fatu masin) es una montaña en el distrito de Liquiçá en Timor Oriental, un país que ocupa el extremo oriental de la isla de Timor en las Islas Menores de la Sonda en Asia. El bosque de los alrededores se llama Hutan Gunung Maelulu en indonesio. Es un bosque de 13.618 hectáreas de montaña (o bosques de montaña ) y forma una de las Áreas Importantes para las Aves del país.
La montaña se encuentra a unos 26 km al suroeste de la capital nacional de Dili. El bosque se extiende por una elevación de unos 800 m hacia arriba a la cumbre de 1.369 . Las rocas subyacentes son no calcáreas y el bosque se considera como el más rico en especies que la mayoría de los demás en la isla. 